# BB-gun
BB-gun er et luftvåben i form af en revolver, pistol eller et gevær som bruger runde kugler af kaliber .177 (4,5 mm). De fleste har glatborede løb. Magasinet kan være så enkelt at ammunitionen render ned i løbet ved ladegreb, eller mere kompliceret. Antal kugler i magasinet vil derfor kunne variere fra enkeltskud til ca. 100 kugler.
Luftgeværproducenten Daisy udviklede ammunitionen efter at have observeret at kunderne brugte kugler fra ødelagte kuglelejer (eng. ball bearings) som ammunition i stedet for pilene som våbnet oprindeligt var ment til. Mange af disse kugler var for store, hvilket førte til revnede løb og kugler som ikke kunne fjernes.
Daisys kugler var oprindeligt blyhagl ("birdshot").
Varianter af lademekanikken er senere blevet brugt i softguns.